# Zumalabe (apellido)
Zumalabe es un apellido toponímico vasco originario de Balmaseda (Vizcaya, País Vasco, España).

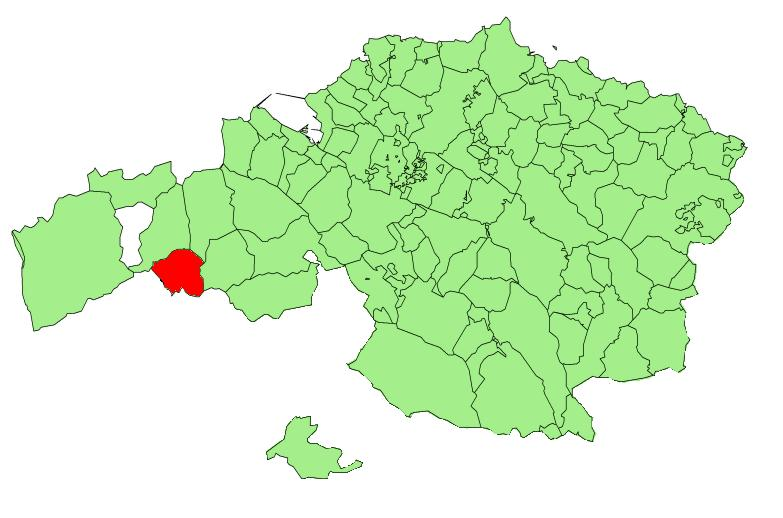
Balmaseda (Vizcaya)

Familia de ferrones, caldereros y comerciantes de cobre de Balmaseda en el siglo XV y siguientes, en el siglo XVI pasaron a Vitoria, ocupando importantes cargos en la Aduana del Mar y en el Concejo de la ciudad.

## Etimología
Zumalabe está compuesto de Zume (mimbrera en euskera) y Olabe (molino o ferrería en euskera), con el significado de Molino de La Mimbrera.
Los Zumalabe toman el apellido del molino de La Mimbrera, un molino o ferrería con un martinete para labrar calderas de cobre que estuvo situado junto a la isla de La Mimbrera, en el río Cadagua, en el término de Balmaseda. El mayorazgo o  vínculo de Zumalabe, fundado en 1631, incluía los terrenos de la presa del molino de La Mimbrera.